# Linterna Verde: la serie animada
Linterna Verde: la serie animada (en inglés, Green Lantern: The Animated Series) es una serie de televisión animada basada en el superhéroe de DC Comics, Linterna Verde. Se estrenó en Cartoon Network el 3 de marzo de 2012 en Estados Unidos y el 30 de julio de 2012 en Latinoamérica. La serie fue cancelada debido a la poca venta de comercialización de la película y serie.

## Premisa
La serie se enfoca en las aventuras de Hal Jordan, el Linterna Verde del sector 2814, y su colega Kilowog. También se introduce como aliado a Razer, un Linterna Roja reformado y Aya, una avanzada inteligencia artificial. Ellos pelean contra los Linternas Rojas liderados por Atrocitus. En la segunda parte, se introducen nuevos personajes como Guy Gardner, Ch'p y Sinestro.

## Personajes principales
- Josh Keaton como Hal Jordan / Linterna Verde: El protagonista principal, Hal Jordan fue el primer ser humano que se convirtió en un Linterna Verde, y es considerado uno de los mejores. Después de enterarse de la muerte de otra linterna en la frontera del espacio, Hal roba el Interceptor, en un esfuerzo para encontrar a los responsables. Hal es una linterna casi sin temor (con la excepcional habilidad para superar un gran miedo) y especializada. Él tiene una historia de desobedecer órdenes y sin tener en cuenta normas como las pautas para lograr el éxito. Sus superiores lo ven como una bala perdida. Sin embargo, han estado dispuestos a pasar por alto sus violaciones debido a sus habilidades y la larga historia de éxito.
- Kevin Michael Richardson como Kilowog: Un Linterna Verde veterano, Kilowog es un amigo cercano de Hal y se encarga de la formación de nuevos reclutas de Linterna Verde. Kilowog acompaña Hal a la frontera del espacio cuando se roba el Interceptor. Él es un miembro de la Guardia de Honor, quienes son menos dispuestos a abandonar las reglas del cuerpo. Kilowog es a menudo escéptico de las acciones de Hal. Pero aun así ayuda a Hal en cualquier cosa.
- Jason Spisak como Razer: Un linterna Roja reformado que es exclusivo de la serie. Razer era un seguidor de Atrocitus, sin embargo, Razer no siempre estuvo de acuerdo con sus métodos y comenzó a discutir con su líder. Razer se volvió contra los Linternas Rojas después de que colocó una bomba en un planeta siguiendo las órdenes de estos y finalmente lo obligaron a activarla para probar su lealtad, destruyéndolo por completo. Razer tuvo un sentimiento de culpa por destruir el planeta, buscó a Hal y trató de provocarlo para que lo matara como penitencia, sin embargo, este lo tomó prisionero. Después Razer demostró mucha lealtad hacia Hal por lo que fue invitado a unirse al equipo. Tiene un sentimiento hacia Aya, ya que se le ve rescatándola constantemente (posiblemente por el parecido que tiene con su esposa), e igualmente Aya hacia él, y en el último episodio, para regresar a Oa tiene que sentir amor hacia alguien y regresa a la nave donde esta Aya en el suelo a punto de ser formateada, la rescata y van en busca de Hal. En el episodio 17 "ESPERANZA AZUL"  Razer se encuentra en Odín para aprender a controlar su ira con ayuda de Saint Walker, Ganthet y otro linterna azul, pero en el final de episodio regresa con sus amigos para detener el caos de los cazadores. En el capítulo 19 "PERDIDA" regresa a su planeta natal y en el final le confiesa Aya que la ama justo en el momento en el que ella muere en sus brazos. Después de que Aya se convirtiera en el Antimonitor se culpa así mismo del cambio de esta. En el capítulo 26 "MATERIA OSCURA" Aya lo mata por accidente pero arrepentida le devuelve la vida y le termina confesando de que en realidad la ama y Aya termina apagándose a sí misma y al resto de los cazadores terminando así con su vida. En la escena final de temporada Razer se despide de Hal y Kilogow y empieza un viaje solo, seguido esto aparece un anillo de linterna azul dirigiéndose en la misma dirección a donde va Razer dando a entender que será una linterna azul.
- Grey DeLisle como Aya: Es la inteligencia artificial del interceptor. Ella es capaz de interactuar con otras máquinas, volar la nave, y más adelante hace un cuerpo robótico para ayudar al equipo en las misiones. Aya se considera un Linterna Verde y está aprendiendo de los ejemplos de Hal y Kilowog en sus misiones. El guardián director de ciencias de Oa, Scar, intenta destruirla, pero con la ayuda Hal Jordan, Kilowog y otros logra escapar. Al parecer tiene sentimientos hacia Razer ya que siempre está tratando de ayudarlo y después de su rescate al percatarse de que él no estaba, comenzó una búsqueda sondeando a Razer por toda la galaxia. Ella intenta hablar con un "Manhuther" sobre su propósito pero se niega a seguir su guía. Aya "muere" defendiendo a Razer del ataque del cabeza de los Manuthers, queda malherida y pasa sus últimos momentos en los brazos de Razer, mientras oye su confesión diciéndole que la ama. Después logra regresar a la nave en un cuerpo de Manhuther, quien después de su supuesta muerte, se descargo en este, a su regreso intenta hablar con Razer sobre la confesión que le había hecho de que la amaba, pero este se niega diciéndole que lo había hecho por el recuerdo de Ilana, Aya se queda fría repitiendo una y otra vez "procesando, procesando". Va y le pide consejo a Hal, diciéndole que sentía dolor pero este le dice que hablen en otro momento, durante la batalla Aya le pregunta a Razer sobre que hace él cuando sus sentimientos interfieren con su trabajo, y este le dice que solo "apaga todo" y ella se lo toma literalmente...

## Linternas Rojas
Las Linternas Rojas son los antagonistas principales de la primera temporada, son un grupo de anti-héroes que son liderados por Atrocitus y se empeñan en eliminar a los Linternas Verdes como venganza, sus anillos funcionan con la energía roja de la ira.
- Atrocitus: El líder de las Linternas Rojas, odia a los Guardianes por destruir su planeta. En el episodio "Homecoming" llega a Oa y es derrotado por Hal, después es encarcelado.
- Zillius Zox: Miembro de las Linternas Rojas y ex-compañero de Razer, al parecer es la mano derecha de Atrocitus, en el episodio "Homecoming" se convierten en el líder de las Linternas Rojas, y se denomina "primer magistrado" por la derrota de Atrocitus. También en el episodio "Homecoming" junto con las Linternas Rojas y con el Guardian Appa Ali Apsa regresan a la Zona Olvidada para reconstruirla.
- Bleez: Miembro de las Linternas Rojas.
- Veon: Miembro de las Linternas Rojas.
- Skallox: Miembro de las Linternas Rojas.
- Cleric Loran: Un sin ojos, blindado, babosa alienígena de una especie desconocida que es exclusivo de la serie. Loran no parecen poseer un anillo de poder, pero mantiene una capilla dedicada a Atrocitus en la base de Linternas Rojas: The Shard. Loran, al parecer con otros Linternas Rojas, veneran Atrocitus como un profeta y visionario, llamando a la rabia Atrocitus "santo", y citando pasajes del Libro de la Ira (un objeto similar a la del Libro de Parallax y el Libro del Negro), como las escrituras.
- Ragnar: Ragnar es un personaje que existe en la corriente principal de DC Comics, pero solo se convierte en una linterna roja en esta serie. Después de no poder convertirse en un Linterna Verde y su hermana (la reina lolande) siendo elegida en su lugar, su gran rabia al no poder obtener el poder de un anillo verde y el trono que buscaba lo hace adecuado para las Linternas Rojas.

## Los Guardianes
Los Guardianes son los líderes del Cuerpo de Linternas Verdes y habitan en el planeta Oa, también son los creadores de los anillos verdes de poder, tienen poderes psiónicos que pueden igualar o superar el poder de los anillos verdes de poder. Los Guardianes que más destacan en la serie de los demás son:
- Ganthet: Es uno de los miembros más importantes de los Guardianes, a diferencia de los demás Guardianes quienes son extremadamente estrictos con las reglas Ganthet es más amable y empático, es quien generalmente defiende a Hal de los demás Guardianes y es quien aprecia más a Hal, el crea una batería prototipo que funciona con la energía azul de la voluntad pero los otros Guardianes no aceptan la batería, en el episodio "Regime Change" utiliza la batería de la voluntad para ayudar a los Linternas Verdes a vencer a las Linternas Rojas y posteriormente en el episodio "Invasión" darle el anillo azul al primer miembro de las Linterna Azules Saint Walker. También en el episodio "Regime Change" es expulsado de los Guardianes por poner el prototipo de la batería azul en el interceptor sin haber consultado a los demás Guardianes, después es enviado por los Guardianes en una nave a algún lugar de la galaxia donde no volverá a ver a nadie de su raza pero pocos minutos después Sayd lo regresa a Oa para que active la batería azul, después de activar la batería Sayd intenta convencerlo de que se quede en Oa pero Ganthet dice que aun así tiene que abandonar Oa y que tiene esperanza en que la batería ayudó a los Linternas Verdes.
- Appa Ali Apsa: Es uno de los miembros más importantes de los Guardianes, su personalidad es la contraria a la de Ganthet, es muy estricto y muestra ser el Guardián que más se enfurece con Hal debido a que él dice que "Hal usa la fuerza bruta excesivamente". En el episodio "Regime Change" él fue el quien convocó una junta de Guardianes para la expulsión de Ganthet, al final del episodio "Homecoming" él se ofrece para ir a la zona olvidada para reconstruirla.
- Sayd: Es uno de los miembros más importantes de los Guardianes, a diferencia de los demás Guardianes Sayd es una mujer y es a quien se le ve más tiempo con Ganthet, al igual que Ganthet, Sayd es amable y empática, además fue el único miembro de los Guardianes que lamento la expulsión de Ganthet del los Guardianes, ella regreso a Ganthet a Oa antes de que fuera lejos para que activara la linterna azul de la esperanza para ayudar a las Linternas Verdes.

## Otros personajes
- Carol Ferris/Zafiro Estelar : Es la vicepresidenta de Ferris Aircraft's y novia de Hal Jordan, en el episodio "In Love and War" se muestra preocupada debido a que Hal no aparecía en ningún lado (al estar Hal varios meses en el espacio) es reclutada por los Zafiros Estelares y transportada al planeta de los Zafiros y descubre que Hal es Linterna Verde, rechaza convertirse en un Zafiro Estelar y es regresada a la Tierra, en el episodio "Homecoming" ayuda a Hal a recordar a los Linternas Verdes.
- Saint Walker: Aparece en el episodio "Lost Planet" y en "Homecoming", es uno de los naufragios que viven en el Mogo y le da una importante lección Razer, a diferencia de los otros náufragos él fue rescatado y no encarcelado por Mogo es bueno y educado, en el final de temporada es elegido por la batería y el anillo azul convirtiéndose en el primer Linterna Azul, después ayudada a Kilowog junto con Mogo a luchar contra la Linternas Rojas.
- Mogo: Aparece por primera vez en el episodio "Lost Planet" y en el último episodio de la primera temporada, Mogo es un planeta viviente que atrapaba a criminales cuando sus naves pasaban cerca de su órbita, en "Lost Planet" se convierte en un Linterna Verde y destruye un meteorito que posiblemente lo destruiría, puede hablar pero solo con palabras sencillas, tiene a algunos prisioneros en el, también en el vive Saint Walker a quien rescató porque pensaba que él era "la esperanza del universo". En el episodio "Homecoming" ayuda a Kilowog y a Saint Walker a enfrentar a las Linternas Rojas.
- Salaak: El administrador de múltiples brazos aparece en el final de la primera temporada, defiende a los Guardianes de la invasión de las Linternas Rojas. Él está visiblemente molesto cuando descubre que los Guardianes han sido la retención de información del Cuerpo de Linternas Verdes.
- Ch'p: Aparece como un nuevo recluta, enfrentó a Hal Jordan como parte de una apuesta. En una muestra convincente de habilidad, la ardilla Linterna Verde derrota fácilmente a Jordan, gana la apuesta de su entrenador, Kilowog.
- Guy Gardner: Es el Linterna Verde que remplazo a Hal Jordan como el Linterna Verde de la Tierra mientras que este se encontraba en el otro lado del universo, su personalidad es ligeramente más fríbola y más irresponsable que la de Hal Jordan.
- Tomar-Re: Aparecerá en la segunda temporada.